# Demonax salvazai
Demonax salvazai är en skalbaggsart som beskrevs av Maurice Pic 1923. Demonax salvazai ingår i släktet Demonax och familjen långhorningar.
Artens utbredningsområde är Laos. Inga underarter finns listade i Catalogue of Life.